# Вальс на прощання
«Вальс на прощання» (чеськ. Valčík na rozloučenou) — роман чеською мовою Мілана Кундери, написаний 1972 року. Уперше був опублікований 1976 року у перекладі французькою. Це роман про любов та ненависть між вісьмома героями, тим чи іншим чином пов'язаних між собою, що зібралися в маленькому курортному містечку Чехословаччини на початку 70-х років. Роман поєднав у собі риси комедії та бурлеску.

## Зміст
Вісім героїв зійшлися у містечку зі старосвітським чаром, поєднавшись у вальсі, що чимраз прискорюється: гожа медсестра, фантазер-гінеколог, заможний американець (святий і Дон Жуан заразом), славетний сурмач, колишній в’язень, жертва політичних чисток, що ось-ось має покинути цю країну… «Сон літньої ночі». «Чорний водевіль». Автор ставить у цьому романі дуже важливі питання, до того ж робить це з блюзнірською легкістю, яка дає нам змогу збагнути, що новітній світ позбавив нас права на трагедію.

## Український переклад
Вальс на прощання / Мілан Кундера ; пер. з фр. Л. Кононовича. — Львів : Видавництво Старого Лева, 2018. — 240 с. — ISBN 978-617-679-592-6.